# 1 Dywizja Gwardii Cesarstwa Japonii
1 Dywizja Gwardii Cesarstwa Japonii – jeden z japońskich związków taktycznych okresu II wojny światowej. Sformowana w czerwcu 1943 roku z Samodzielnej Brygady Gwardii Cesarskiej, sformowanej dwa lata wcześniej, gdy Dywizja Gwardii Imperialnej została wysłana w rejon Indochin.
Do końca wojny wchodziła w skład garnizonu w Tokio. 14 sierpnia 1945 roku, tj. w dniu, w którym cesarz Japonii zgodził się na bezwarunkową kapitulację, oddziały dywizji podjęły próbę zamachu stanu. Pucz stłumiono, jednak kosztem wielu ofiar.